# Jurungkumani Bolong
Der Jurungkumani Bolong (französische Schreibweise Jurungkumani Bôlon) ist ein rechter Nebenfluss des Bintang Bolong der wiederum ein Nebenfluss des westafrikanischen Gambia-Flusses ist.

## Geographie
Der Jurungkumani Bolong entspringt in der gambischen West Coast Region. Der Fluss fließt auf einer Länge von ungefähr 19 Kilometern in nordwestlicher Richtung, bis er bei der Koordinate 13° 15′ 44″ N, 16° 10′ 34″ W sechs Kilometer nördlich des Ortes Sibanor mit einer Breite von ungefähr 960 Meter in den Bintang Bolong mündet.
Der Zusatz Bolong, den viele Nebenflüsse des Gambias haben, bedeutet in der Sprache der Mandinka „bewegliches Wasser“ oder „Nebenfluss“.